# 平本学
平本 学（ひらもと まなぶ、1979年1月8日 - ）は、大阪府大阪市出身の元プロ野球選手（投手）。

## 経歴

### プロ入り前
大阪産業大学附属高から立命館大学へ進学。3年の大学選手権・早大戦で150kmの速球で注目される。同期の山田秋親らがエースで、平本だけはリリーフが多かった。4年の大学選手権も救援で勝ち星。リーグ通算24試合に登板し、5勝3敗、防御率2.67を記録。
2000年度ドラフトの際、ヤクルト、阪神、更にはメジャーリーグ数球団が争奪戦を繰り広げ、平本もメジャー志向が強かったものの最終的にヤクルトを逆指名し、ドラフト1位で入団。

### プロ入り後
1年目の2001年は、チームが優勝を決めた後の10月8日にプロ初登板・初先発を果たすが、打者8人に対して犠打でアウトを1つ取った以外はすべて出塁を許し、4失点で降板。打線の援護もなかったため敗戦投手となった。その後は2年間一軍登板は無かった。
2004年の夏場に、2001年以来の一軍登録されるとその後11試合に登板、一定の結果を残した。
2005年、戦力として期待されるもオープン戦で結果を出せず二軍落ちとなった。シーズン序盤はコントロール重視した結果、一時は二軍のクローザーを務めるほどの安定した成績を残すも、一軍の投手陣がそれなりの結果を出していたため一軍に上がることはなかった。するとシーズン中盤以降辺りからコントロールが乱れ始めて成績が下降。そしてフェニックスリーグまでおよそ2ヶ月間登板することがなかった。久しぶりの登板となったフェニックスリーグでも四死球を多く出し、その後の登板機会は無く解雇も噂された。
2005年オフ、週刊ベースボール誌上にて突然のアンダースロー転向が発表された。2ヶ月間登板が無く、秋季キャンプメンバーにも漏れたのはアンダースロー転向の準備の為という事だった。しかしその後右足首を骨折し、2006年、登板の機会が殆ど無いまま球団から戦力外通告を受けた。12球団合同トライアウトにも参加したものの、獲得する球団は無く現役を引退した。

## 選手としての特徴・人物
スリークォーター気味のサイドスローから繰り出されるMAX153キロの速球と、信じられないくらい曲がる高速スライダーが持ち味。その高速スライダーの変化量は内角めがけて（打者めがけて）投げて外角のボールとなってしまう程。
ただし、大学時代からの制球難がプロになってからも直らず、早速1年目でもある2001年の春季キャンプでその制球力の悪さが課題となり、イースタン・リーグでも8者連続四死球という不名誉な記録を残してしまった。球が常にナチュラルにかなり変化しており、平本の投げる球は意図せずしてほぼ全てが『高速』変化球である。キャンプでは平本の大学の先輩でもある古田敦也も、ブルペンで受けた際にはその制球に困惑していた。
投手としては珍しいスイッチヒッターでもあった。

## 詳細情報

### 年度別投手成績
| 年 度     | 球 団     | 登 板 | 先 発 | 完 投 | 完 封 | 無 四 球 | 勝 利 | 敗 戦 | セ 丨 ブ | ホ 丨 ル ド | 勝 率 | 打 者 | 投 球 回 | 被 安 打 | 被 本 塁 打 | 与 四 球 | 敬 遠 | 与 死 球 | 奪 三 振 | 暴 投 | ボ 丨 ク | 失 点 | 自 責 点 | 防 御 率 | W H I P |
| --------- | --------- | ----- | ----- | ----- | ----- | -------- | ----- | ----- | -------- | ----------- | ----- | ----- | -------- | -------- | ----------- | -------- | ----- | -------- | -------- | ----- | -------- | ----- | -------- | -------- | ------- |
| 2001      | ヤクルト  | 1     | 1     | 0     | 0     | 0        | 0     | 1     | 0        | --          | .000  | 8     | 0.1      | 4        | 0           | 2        | 0     | 1        | 0        | 0     | 0        | 4     | 4        | 108.00   | 18.00   |
| 2004      | ヤクルト  | 11    | 0     | 0     | 0     | 0        | 0     | 1     | 0        | --          | .000  | 42    | 9.1      | 10       | 1           | 5        | 0     | 1        | 6        | 1     | 0        | 6     | 6        | 5.79     | 1.61    |
| 通算：2年 | 通算：2年 | 12    | 1     | 0     | 0     | 0        | 0     | 2     | 0        | --          | .000  | 50    | 9.2      | 14       | 1           | 7        | 0     | 2        | 6        | 1     | 0        | 10    | 10       | 9.31     | 2.17    |

### 記録
- 初登板・初先発：2001年10月8日、対横浜ベイスターズ28回戦（横浜スタジアム）、1/3回4失点で敗戦投手
- 初奪三振：2004年8月22日、対ヤクルトスワローズ21回戦（明治神宮野球場）、5回表に三東洋から

### 背番号
- 15（2001年 - 2005年）
- 63（2006年）